# Schlump (métro de Hambourg)
 (juillet 2023).
Si vous disposez d'ouvrages ou d'articles de référence ou si vous connaissez des sites web de qualité traitant du thème abordé ici, merci de compléter l'article en donnant les références utiles à sa vérifiabilité et en les liant à la section « Notes et références ».
Schlump (en allemand : U-Bahnhof Schlump) est une station de la ligne U2 et de la ligne U3 du métro de Hambourg. Elle se situe dans le quartier d'Eimsbüttel, dans l'arrondissement du même nom.

## Situation sur le réseau
La station Schlump est l'intersection des lignes de métro U2 et U3 à l'ouest de Hambourg.

Plans des lignes
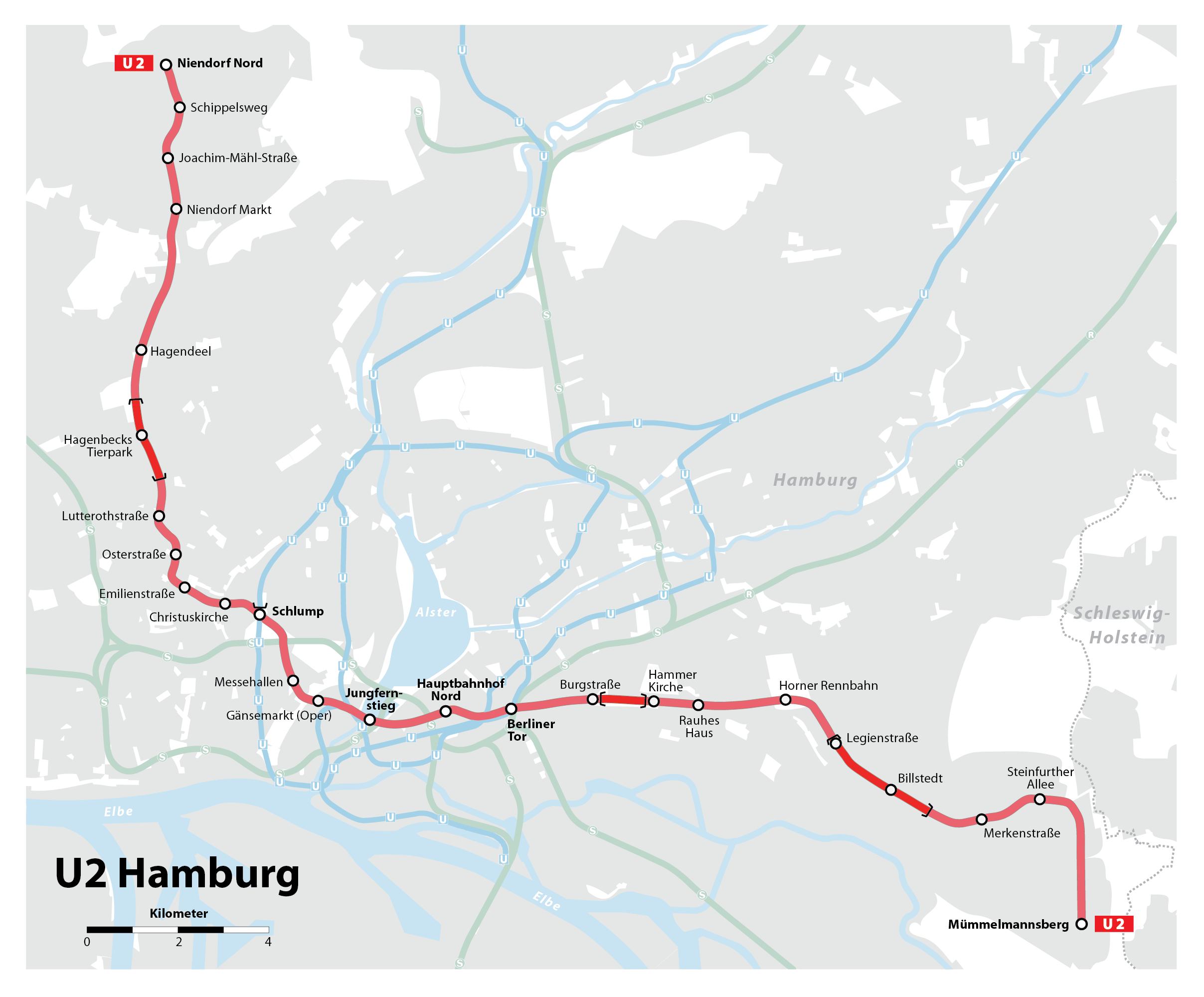
Ligne U2.
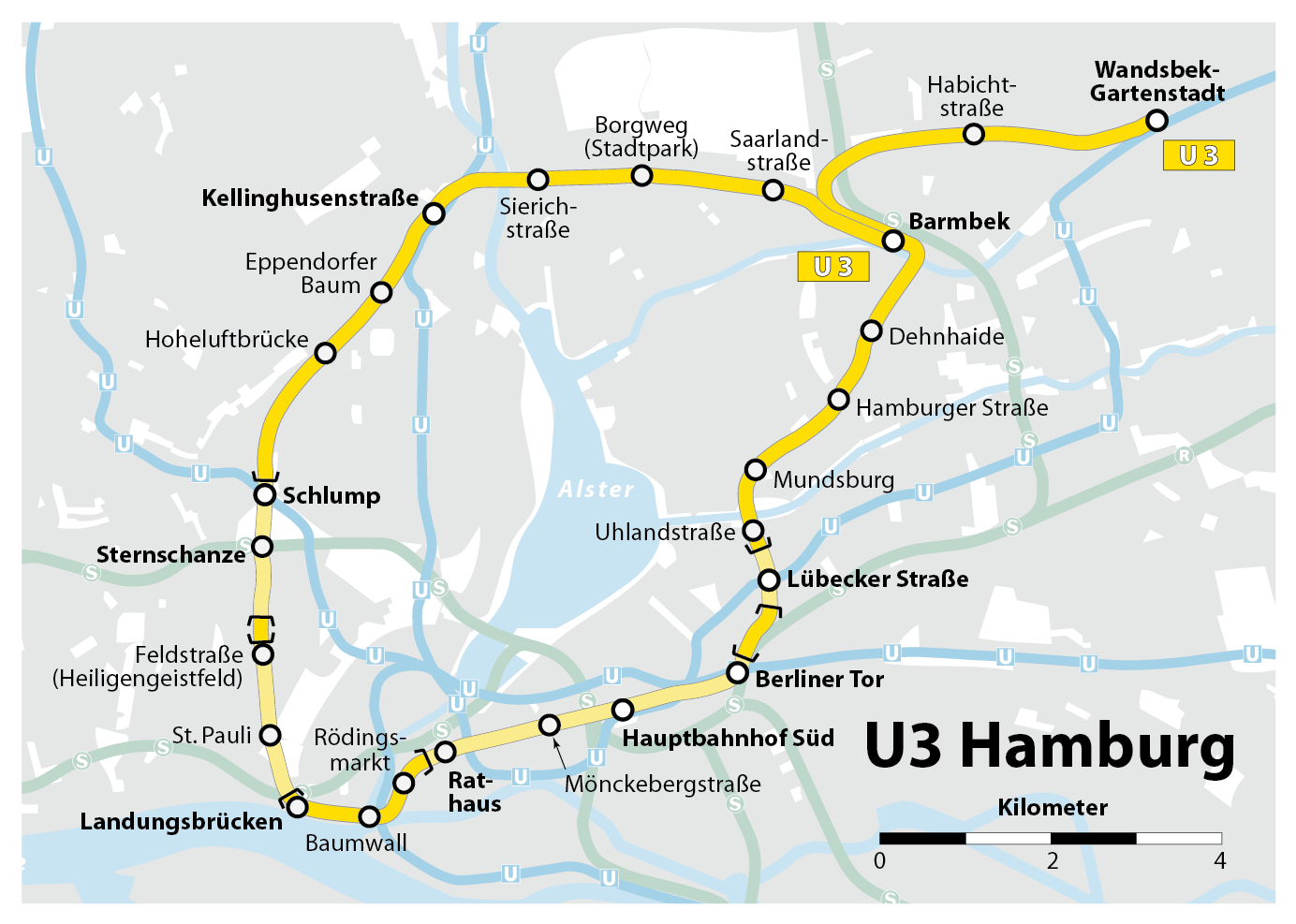
Ligne U3.

## Histoire
L'arrêt Schlump ouvre le 25 mai 1912 dans le cadre de la ligne de périphérie. Même alors, la gare avait un quai central et un quai latéral externe avec un total de trois voies. Cependant, la gare est alors complètement dans l'incision murée. À l'extrémité sud de la gare se trouvaient les escaliers menant à un petit vestibule. Le bâtiment attrayant fut conçu par Emil Schaudt. Les deux plates-formes ne faisaient alors que 67 mètres de long, ce qui était suffisant dans les premières années d'exploitation. À partir du 1er juin 1913, des trains-navettes circulent, ouvrant la première section de la succursale d'Eimsbüttel. Le service de navette passe à un service de circulation lorsque la distance restante jusqu'à Hellkamp est achevée le 23 mai 1914, bien que les trains se terminent toujours au Schlump sur la voie médiane. Ce n'est qu'en 1918 que des trains continuèrent occasionnellement vers Rothenburgsort ou, après la guerre, vers Barmbek.
En 1926-1927, les deux plates-formes sont légèrement étendues vers le nord afin que des trains à 6 voitures puissent désormais être utilisés. Aucune autre conversion de la période d'avant-guerre n'a survécu. Le bâtiment de la gare est endommagé dès 1941. Finalement, à la fin de la guerre, il ne reste qu'une base. Afin de mener à bien une opération ordonnée, le bâtiment est d'abord pourvu d'un toit provisoire, alors qu'il est complètement défiguré le bâtiment sur le plan architectural.
En 1952, Hans Loop conçoit un nouveau bâtiment représentatif et, avec ses cinq piliers et un toit aérien, assez monumental, qui remplace les ruines en mai 1953. À l'intérieur du bâtiment, une attention particulière est portée à l'aspect pratique, mais les escaliers menant aux plates-formes sont dotés de toits courbes et donc très élégants. De plus, un pont simple est construit à l'extrémité nord des deux plates-formes, sur lequel les passagers peuvent changer de plate-forme directement.
Ce bâtiment de la gare n'est conservé que 12 ans : depuis 1962, la ville de Hambourg travaille sur le projet "Durchmesserlinie", une ligne souterraine de Billstedt à Stellingen dans le sens de l'actuelle U2. Le centre-ville doit être traversé directement. Selon le plan, la station Schlump devait être convertie d'une station de jonction en une station de passage. Géographiquement, il était nécessaire de construire la nouvelle station de métro le long de la Schäferkampsallee. Malheureusement, le bâtiment de la gare existante gênait la conversion, il fallut prendre la décision de démolir le bâtiment. Le bâtiment n'étant plus un obstacle en termes d'aménagement, la gare peut être entièrement reconstruite : en 1966, le tunnel de l'U3 au sud du croisement est ouvert pour créer une gare temporaire. Lors de la mise en service de cet arrêt, l'ancienne gare est démolie. Tout d'abord, la nouvelle plate-forme souterraine est supprimée, puis deux nouvelles plates-formes sont construites à la place de l'ancienne zone de plate-forme, qui ont désormais la longueur de structure désormais habituelle de 120 m. Le plafond en béton est neuf, couvrant la majeure partie de la nouvelle zone de plate-forme et servant de fondation au nouveau hall Sandtmann hors sol.
La conversion est achevée en mai 1968 et la nouvelle station Schlump peut être remise en service, bien que la plate-forme souterraine soit initialement restée fermée et cachée derrière des murs en bois. Au départ, rien ne change sur le plan opérationnel : les lignes U2 et U3 continuent d'arriver à Schlump depuis la direction de Sternschanze. La U3 continue vers Barmbek, tandis que la U2 continue vers Hagenbecks Tierpark via la courbe de Moorkamp pour le moment.
La plate-forme ferroviaire souterraine ouvre le 31 mai 1970 : d'abord, le U22 y circulait en navette à voie unique en direction de Gänsemarkt. Lorsque la brèche dans le réseau à la Jungfernstieg est comblée, le réseau de métro est repensé : la U2 disparaît du bord du port et passe maintenant sur la nouvelle ligne de diamètre, remplaçant la ligne intermédiaire U22 ici à Schlump. Dans le même temps, la nouvelle route sous la Schäferkampsallee entre en service, ce qui signifie que la courbe de Moorkamp peut être supprimée du service régulier.

## Architecture
La station de métro est une station-tour à deux niveaux sous le croisement Schäferkampsallee-Schröderstiftstrasse/Kleiner Schäferkamp-Beim Schlump.
Schlump est l'un des rares arrêts du métro de Hambourg à disposer d'un hall d'entrée en surface. Horst Sandtmann conçoit une salle de verre carrée vers 1965. Le plafond en treillis est soutenu par huit supports en acier externes, tandis que les fenêtres en verre n'ont aucune fonction porteuse. 

## Services aux voyageurs

### Accès et accueil
À l'intérieur du hall, il y a quatre volées d'escaliers et deux ascenseurs vers les plates-formes de l'U3; un autre ascenseur relie la plate-forme U3 ouest à la plate-forme U2 sous-jacente. L'accès à la gare se fait du côté nord du hall, à l'opposé du passage à niveau, et dispose d'une petite rangée de boutiques. Derrière la rangée de magasins se trouve l'incision ouverte du U3 et une cabine de signalisation.
Au premier niveau bas (niveau -1) se trouvent deux plates-formes à trois voies pour la ligne de ceinture U3 (voies 1 à 3). Les deux voies extérieures sont normalement utilisées pour le trafic de transit en direction de Kellinghusenstraße ou Sternschanze, la voie du milieu est utilisée pour le chargement et le déchargement des trains d'appoint. La courbe dite de Moorkamp bifurque de cette voie vers le nord de la gare. Depuis 1965, ce tronçon de ligne n'est plus qu'à voie unique, il faisait partie de la branche d'Eimsbüttel du Hochbahn et fut desservi par la ligne U2 jusqu'en 1973. En principe, aucun transport public de voyageurs n'a eu lieu sur la voie depuis lors. Néanmoins, il y avait de rares exceptions : en 1989, pendant la fête d'anniversaire du port, des trains d'appoint sont utilisés comme U2/U3 de Niendorf aux Landungsbrücken. Cette pratique opérationnelle a été répétée le soir du Nouvel An 1989-1990. De plus, il y a quelques trajets publics avec la nouvelle génération d'autorails "DT5" sur cette voie lorsque le DT5 sur la route dans un horaire d'essai. À l'occasion de la Journée de l'Histoire du Trafic 2009, des balades semi-publiques ont lieu sur cette voie.
La plate-forme médiane de l'U2 (voies 4 et 5) est située au deuxième niveau bas (niveau -2), qui fait un angle d'environ 45° avec les voies de l'U3. La plate-forme U2 n'est accessible que par la plate-forme U3 via des escaliers fixes, un escalator et un ascenseur.
Dans les années 1990, Schlump reçoit des ascenseurs et des plates-formes partiellement surélevées, rendant la gare sans obstacle. En 2011, le toit du hall d'entrée est renouvelé.

### Intermodalité
À la station de métro Schlump, il y a une transition vers des lignes de bus, y compris les lignes Metrobus 4 (par Eimsbüttel vers Eidelstedt ou vers le centre-ville de Hambourg) et 15 (par Altona vers Klein Flottbek et Othmarschen ou vers l'Alsterchaussee). Pendant la pause nocturne du service de métro, la ligne de bus de nuit 603 circule toutes les 30 minutes. Une station StadtRAD Hambourg est située en face de la station de métro.